# Museo Regional de Historia de Colima
El Museo Regional de Historia de Colima, inaugurado en 1988,  es un museo de México ubicado en las calle Reforma y Miguel Hidalgo de la ciudad de Colima. Este museo se encuentra alojado en una gran casa del siglo XIX, contando con un patio estilo colonial en el centro del recinto. Su amplio acervo incluye piezas arqueológicas y una sala de etnografía con excelentes muestras del arte popular de la entidad colimense. 
Este se encuentra instalado en una antigua casona de estilo virreinal construida a principios del XIX en el portal Morelos, y en conjunto con la catedral basílica menor, palacio de Gobierno y los portales Hidalgo y Medellín, forman parte del patrimonio arquitectónico del centro histórico de la ciudad. 
Esta construcción ha sufrido diversas modificaciones que han condicionado su uso, y la que era originalmente casa habitación, pasó a ser el conocido Hotel “Casino” y, a partir de 1988 comienza sus funciones como una institución cultural que actualmente alberga en sus 6 salas de arqueología y 8 de historia, interesantes piezas que revelan los aspectos más importantes de la historia regional, desde la época prehispánica hasta algunas décadas posteriores a la revolución.  